# 分域碼頭
分域碼頭（英語：Fenwick Pier）是香港一個碼頭，位於香港島灣仔西北，近中信大廈及分域碼頭街一帶。分域碼頭由非牟利機構軍人輔導會（Servicemen's Guides Association）擁有及營運，第二次世界大戰後於美國及其他國家軍艦訪問香港時，負責接待水兵登陸及離開香港的地方，並為船員提供多元化服務及旅遊指南。在外地，接待軍艦的單位主要是政府機構，這安排反映了香港在冷戰期間的特殊地位。

## 歷史
「分域碼頭」最初是19世紀末興建在莊士敦道的一個私人碼頭，隸屬由佐治·分域（George Fenwick）於1887年自己開設的公司── 分域船廠（Fenwick & Co.）。碼頭跟隨海岸線進行過遷移，首次於1929年遷到告士打道，1964年被颱風摧毀而重建。1967年因政府填海而重置，並於1970年遷至分域碼頭街的現址。1974年碼頭擴建。碼頭於1990年代再次擴建,於1994年開幕至今。碼頭曾經接待來自14個國家的船員，高峰時期同時接待超過50,000名海軍人員。

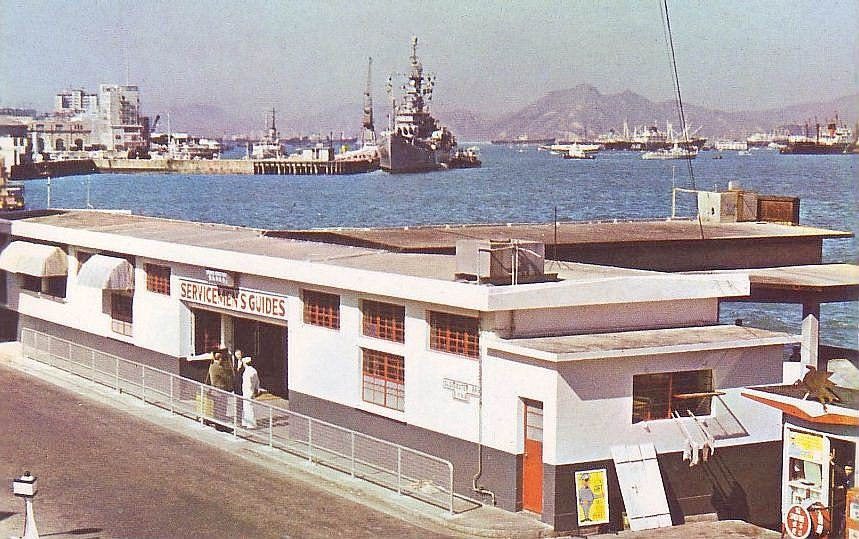
1962年告士打道分域碼頭，遠為金鐘船塢

告士打道時期，分域碼頭與金鐘添馬艦相近，不久政府在告士打道與軍器廠街交界興建了6層高的海軍俱樂部（China Fleet Club Royal Navy），使海員能在步程內抵達。此外，灣仔填海後海員宿舍由西營盤搬到灣仔，加上新填地的樓宇多而租廉，造就了駱克道一帶的酒吧和紅燈區事業，1960年代的電影《蘇絲黃的世界》正取材於灣仔一帶。

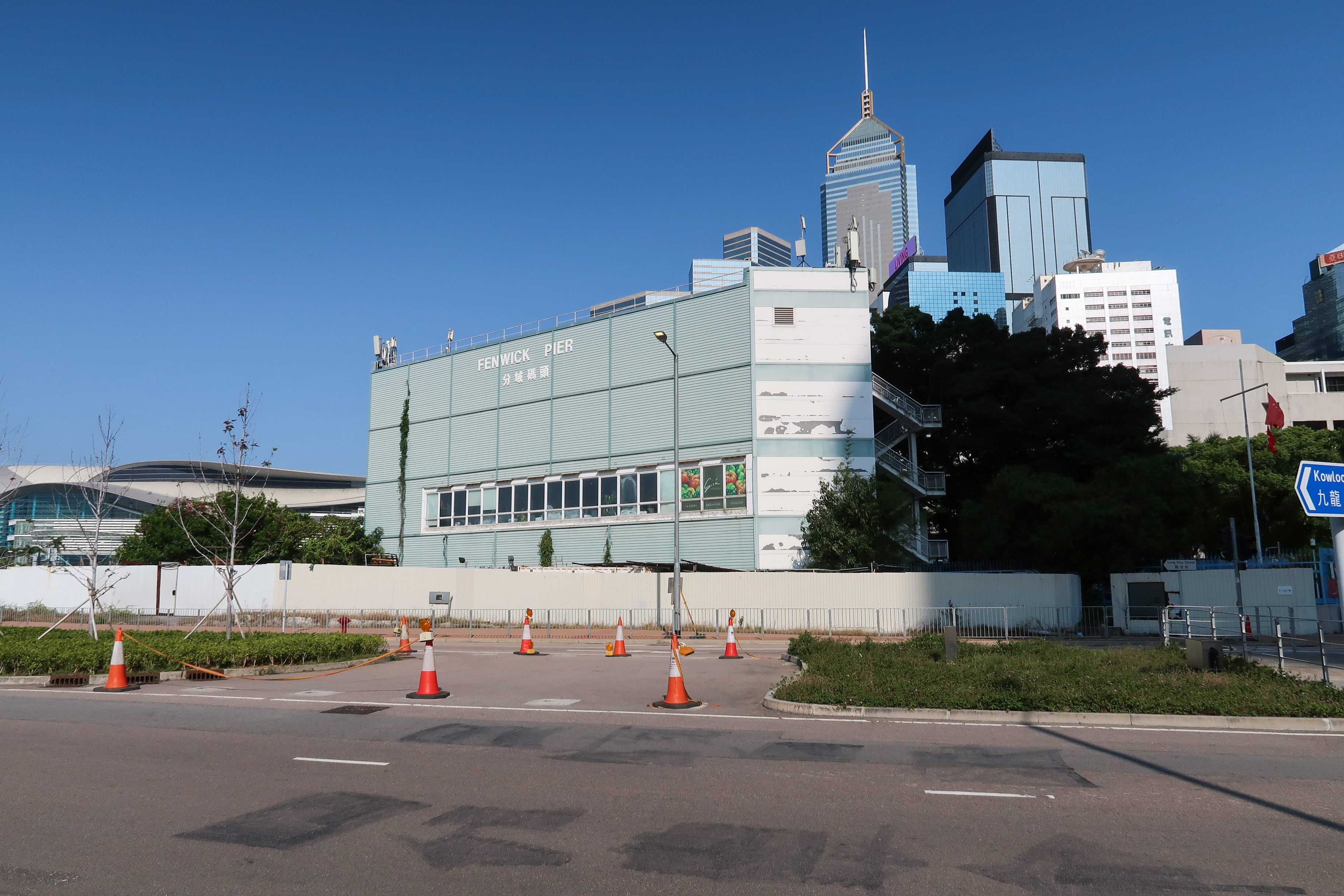
1993年擴建3層的西翼部份

分域碼頭街時期，碼頭最早於1970年興建時為1層，後來1993年擴建3層的西翼部份。美蘇冷戰期間，鑑於香港當時是英國殖民地的身份，碼頭成為美軍在越戰時期的一個遠東補給站。
1997年主權移交前，政府以五年短期方式租賃，每年以1元象徵式收費，之後特區政府改以每季形式出租。

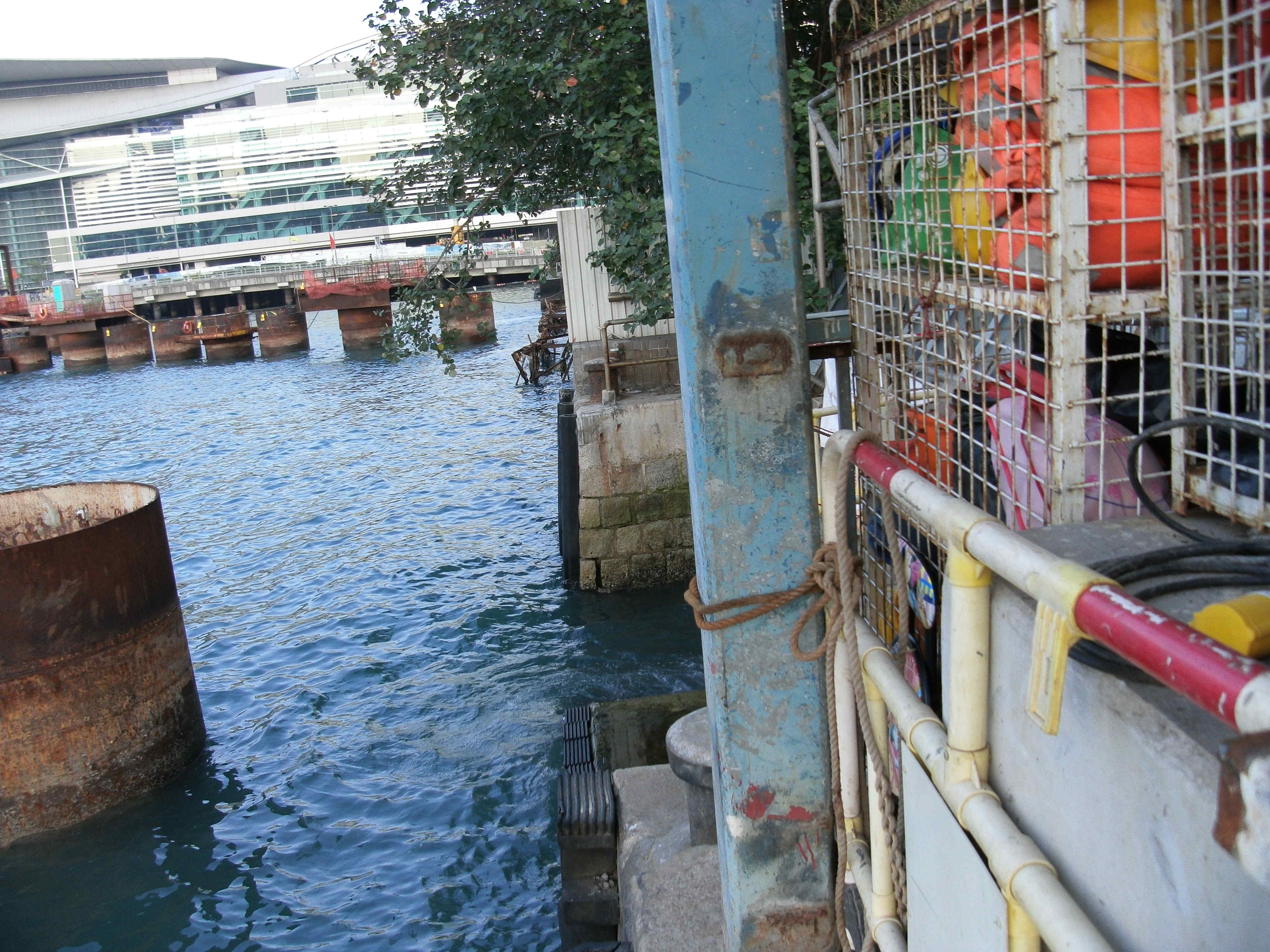
已關閉的碼頭梯台（2013年）

2011年起碼頭旁邊填海之後，分域碼頭不再與海邊相連，因而失去碼頭功能，但仍作為軍人輔導會辦公室及招待由堅尼地城招商局碼頭上岸再乘穿梭巴士抵達的水兵 。
商戶原定需於2021年12月31日遷出，政府後來延後限期至翌年農曆新年後（2月11日）供商戶更多時間清貨，最後開放予公眾日子為2月6日。軍人輔導會亦於離開前的1月份與藝術團體舉辦「一場過去、當下與未來的相聚」社區藝術展覽，以不同媒介回顧海軍商場的歲月。

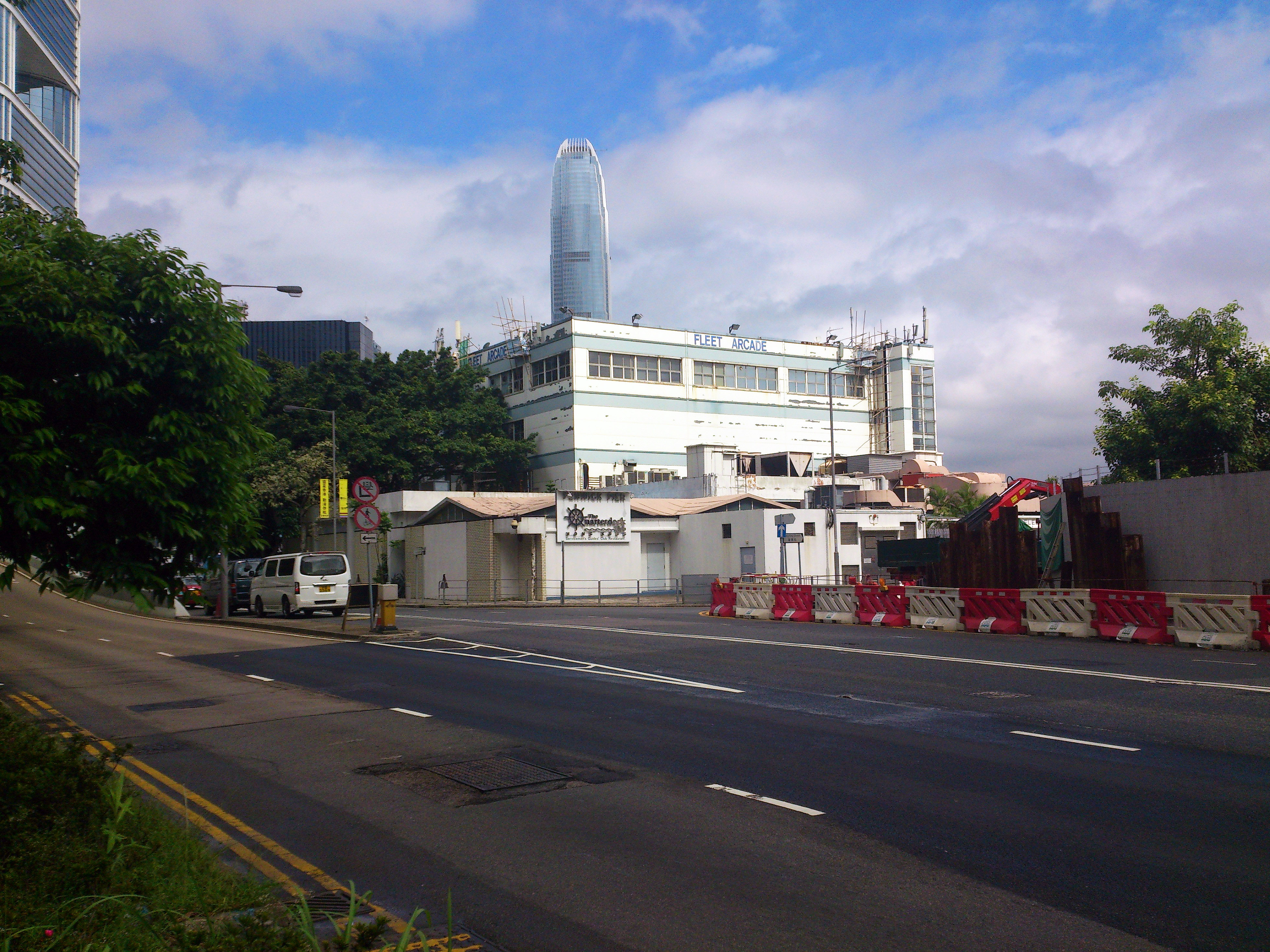
毗鄰中信大廈的分域碼頭

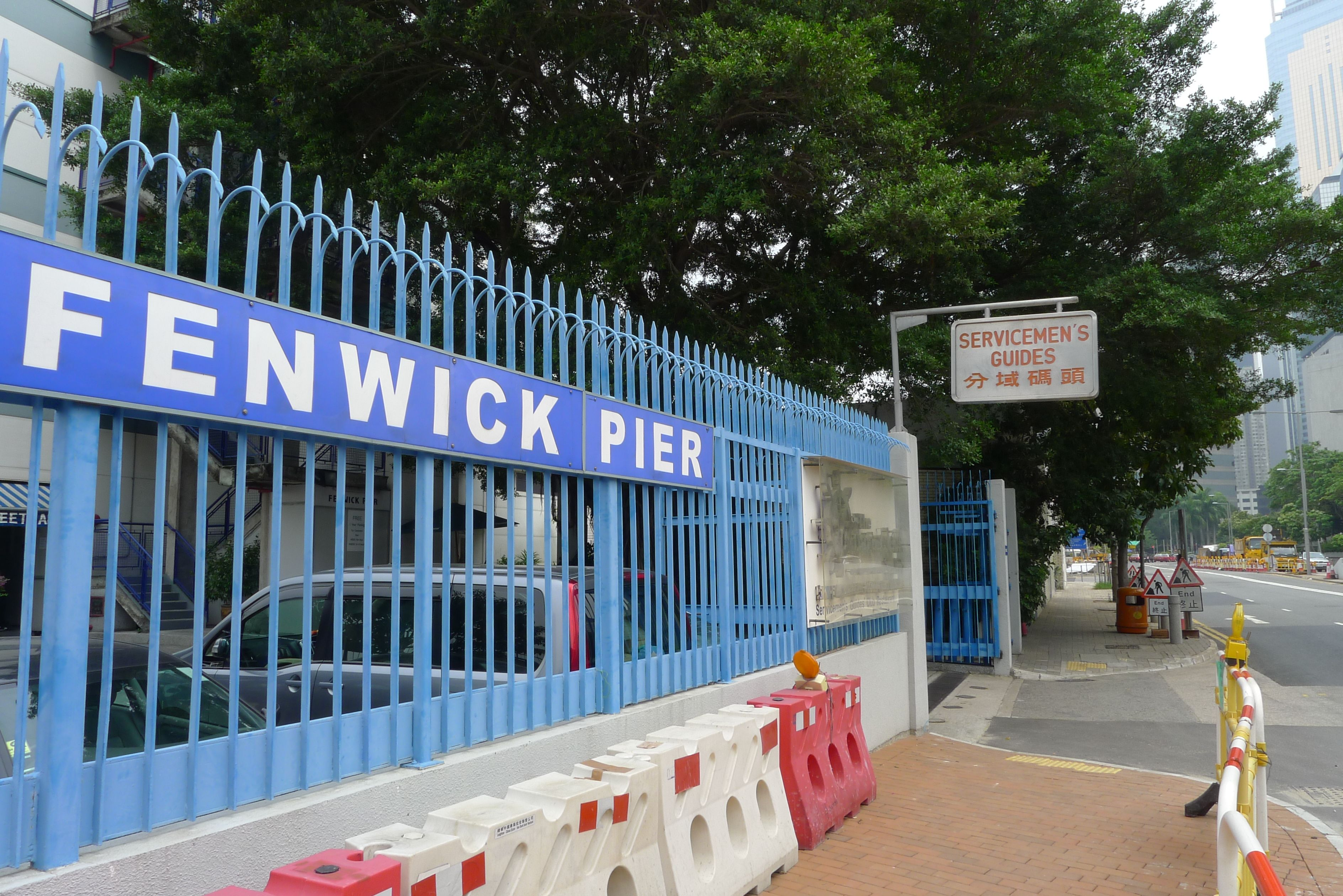
分域碼頭在分域碼頭街的入口

## 海軍商場
現時海軍商場位於灣仔龍景街1號，在1994年2月7日落成開幕，為登岸水兵提供找換、安排本地遊、理髮、洗衣、訂製西裝、銀行、購買紀念品等服務，曾設有郵政局及圖書館供水兵使用，圖書主要由贊助人捐出，現時兩者已經關閉。商場由軍人輔導會擁有及營運，由於持有會所牌照關係，只限會員使用。現時登記作為會員十分方便和免費。海軍商場分為高座和低座兩部份，合共有約十多間店舖，大多數商店從以前位於海軍大廈（The Fleet House）的海軍俱樂部（China Fleet Club）遷入。軍人輔導會得到香港美國婦女協會（American Women's Association of Hong Kong）的義工幫忙，當有需要時協助為大批水兵提供本地資訊服務。

### 船艦聯絡組
船艦聯絡組（Ship Liaison Group）設於海軍商場地面樓層，於資訊站對面，負責海軍與分域碼頭以及香港公眾和記者的聯絡工作，有時安排本地獲邀人士登船訪問戰艦。

### 進駐商店
商場地下有高級餐廳、首飾店及酒類店，二樓有洋服（西裝）店，三樓為辦公室，但後期近半商店都沒有開門。商場曾設有全香港唯一售賣啤酒和意大利薄餅的麥當勞餐廳，結業多年後轉型為澳洲餐廳 The Quarterdeck Club，之後再易手成法式餐廳 Quayside Harbour Front Restaurant & Bar。昔日有艦艇靠岸停泊時，大量水兵會在西裝店門外排隊等候。

### 沉降事件
2018年8月17日，《蘋果日報》報道商場內外出現多條大裂縫，最闊位置逾30毫米。商店員工指早在2015年已開始出現沉降，其中近海位置最嚴重，當年的沉降幅度逾50毫米。工程師認為該處受沙中綫隧道挖掘工程影響，導致整幢建築物沉降幅度不均。

### 圖片

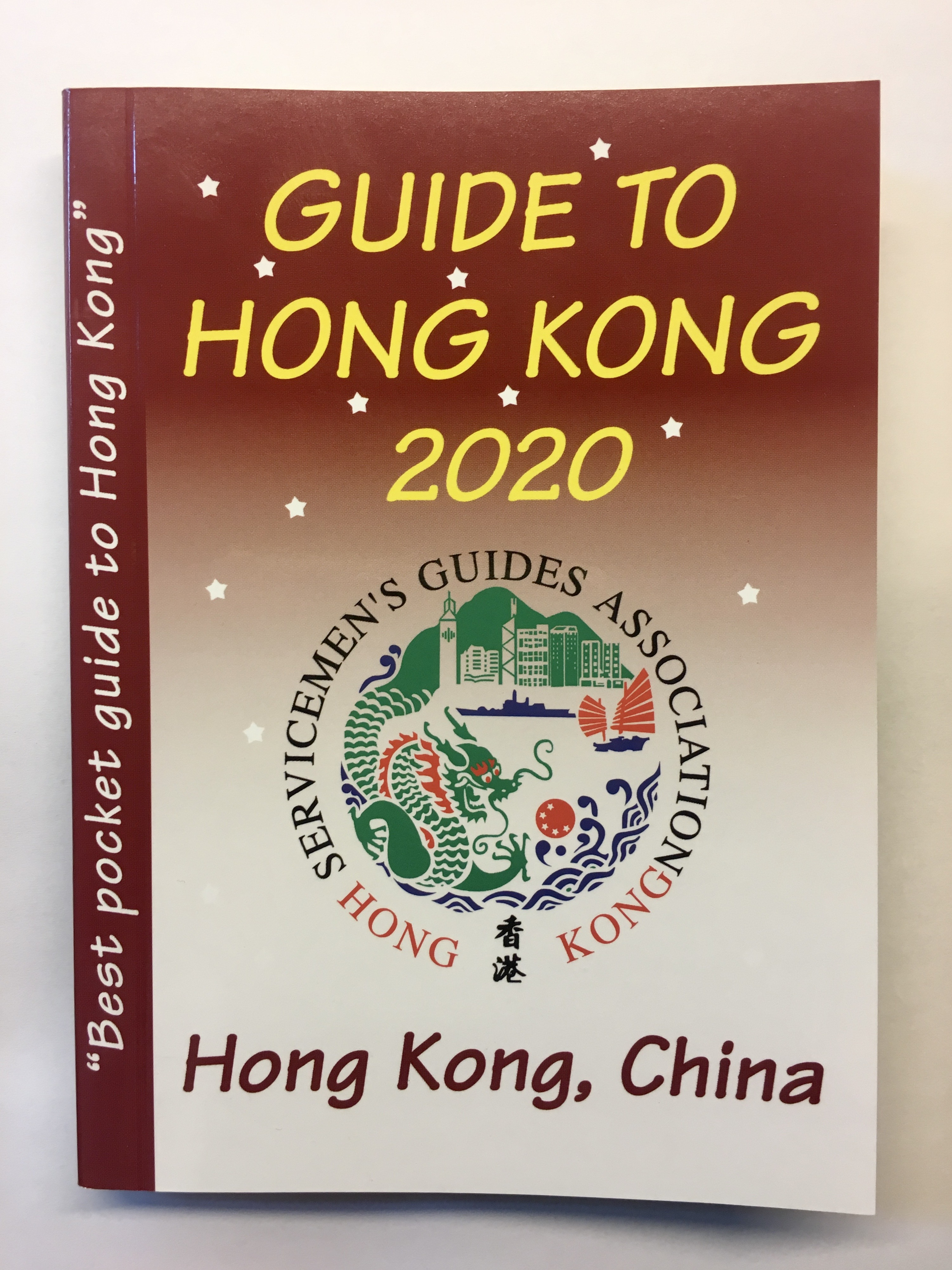
軍人輔導會為訪港船艦船員印製的旅遊指南，由於疫情無軍艦來訪，2020年為最近期版本

內部範圍

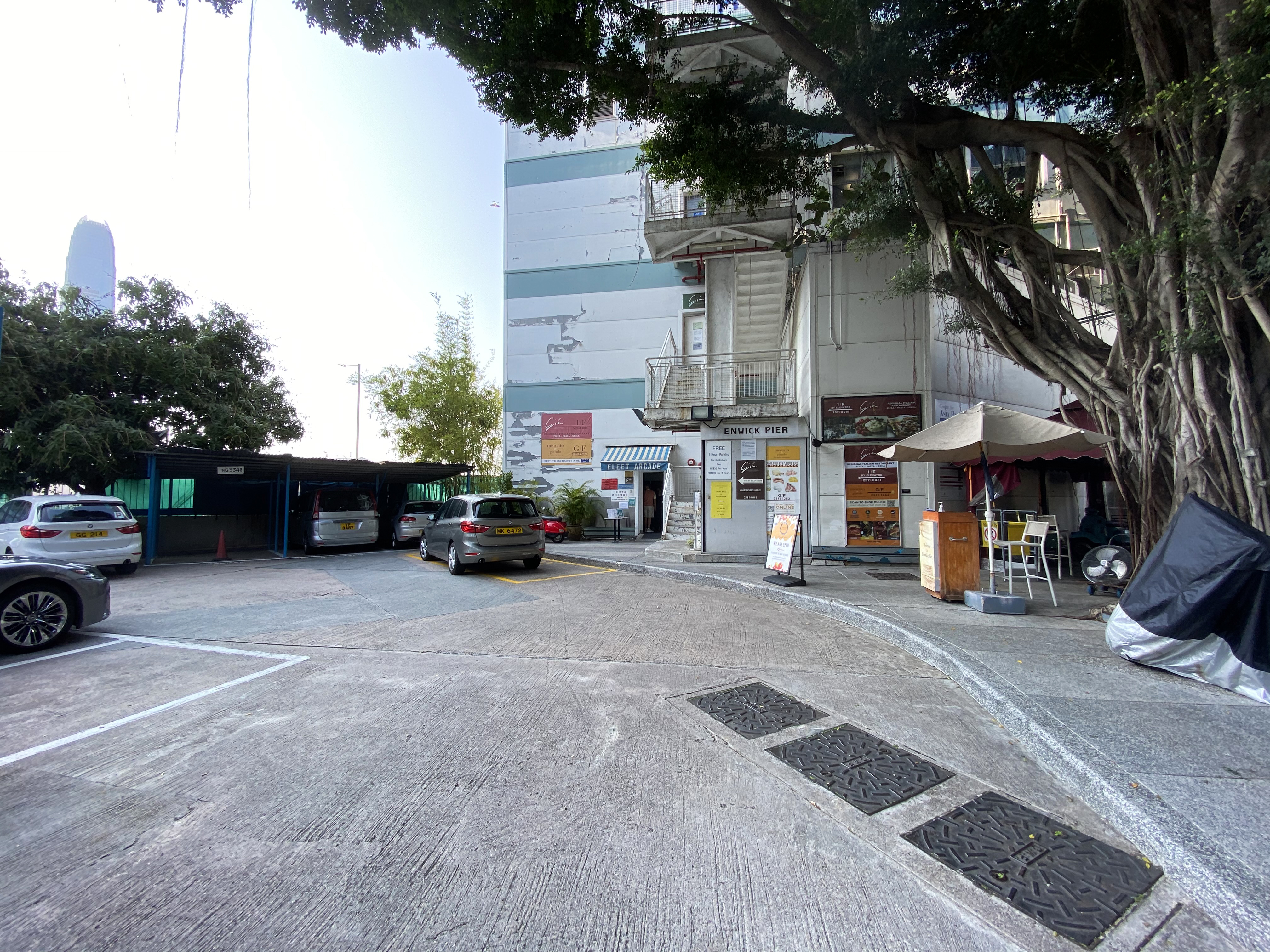
海軍商場入口
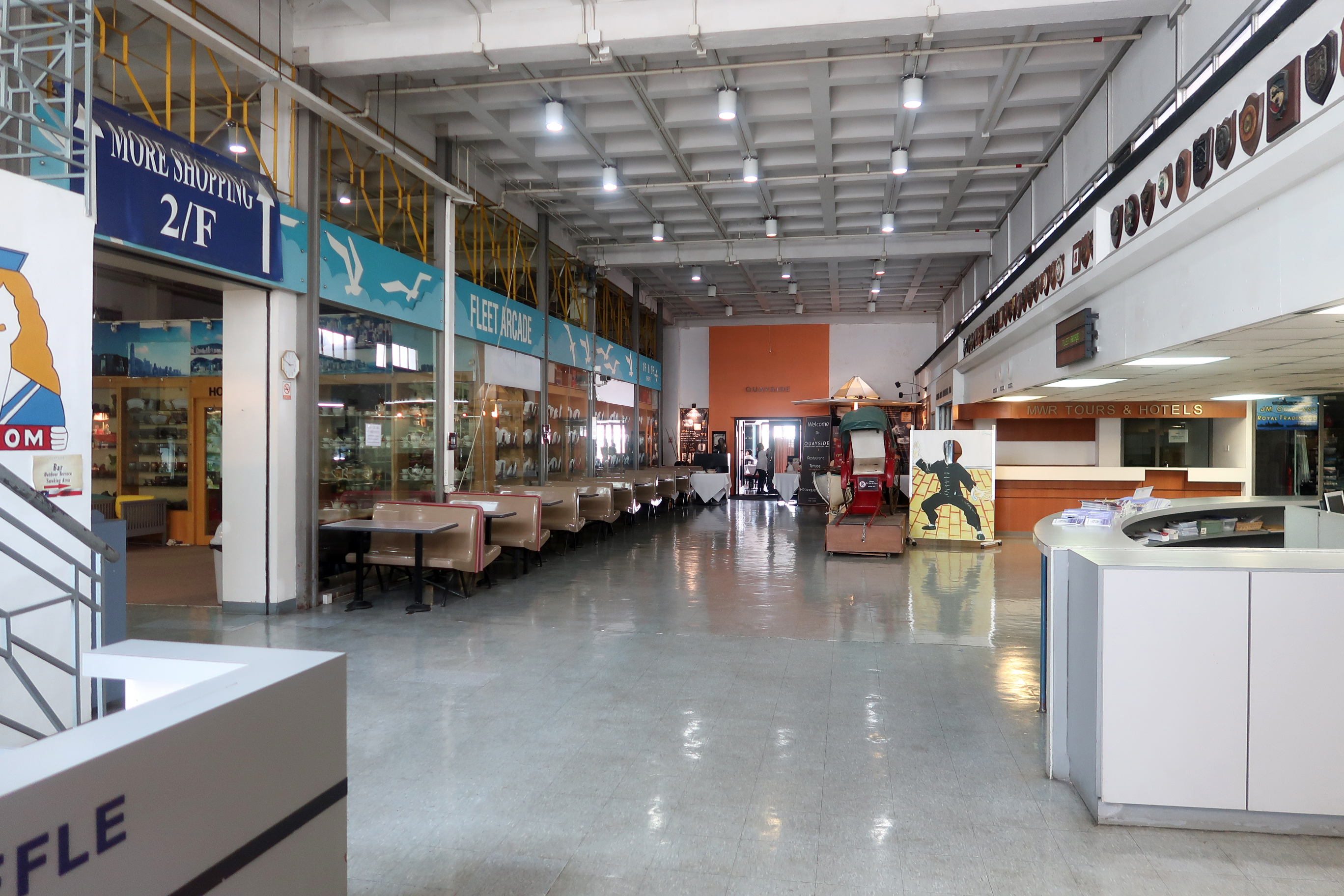
海軍商場內貌
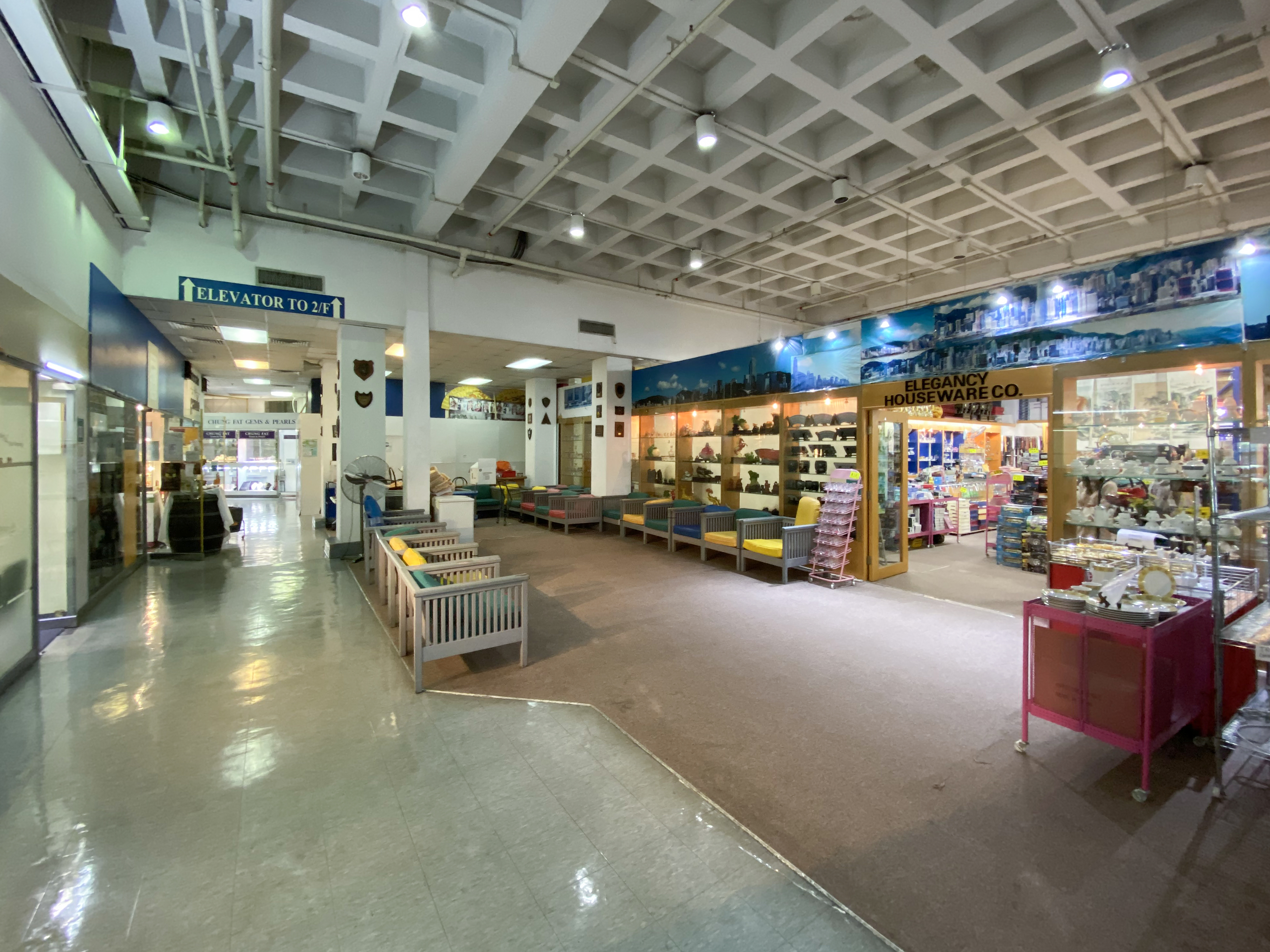
海軍商場1樓商店
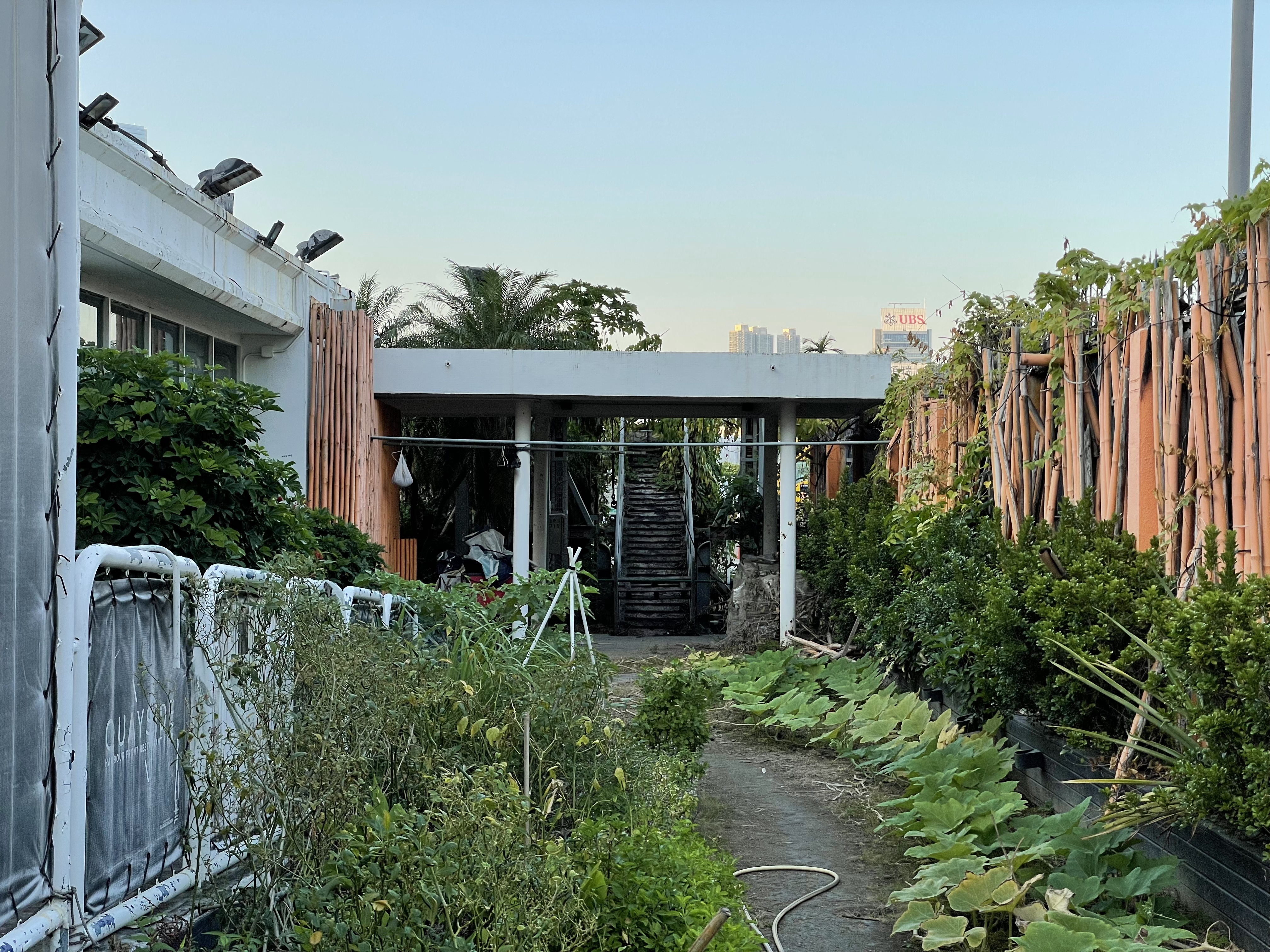
已停用跳板（海軍商場閘口）

商舖及服務

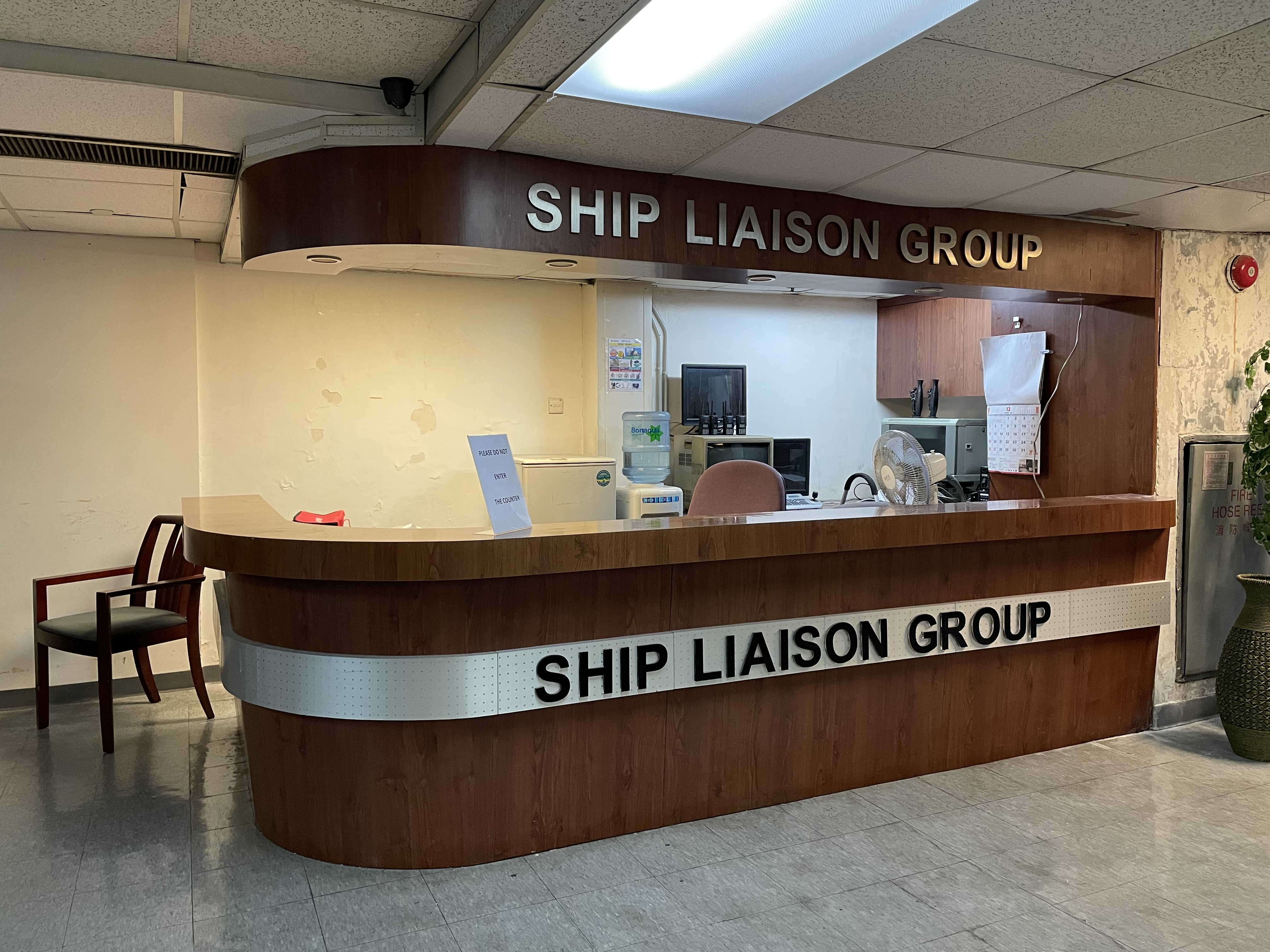
船艦聯絡組
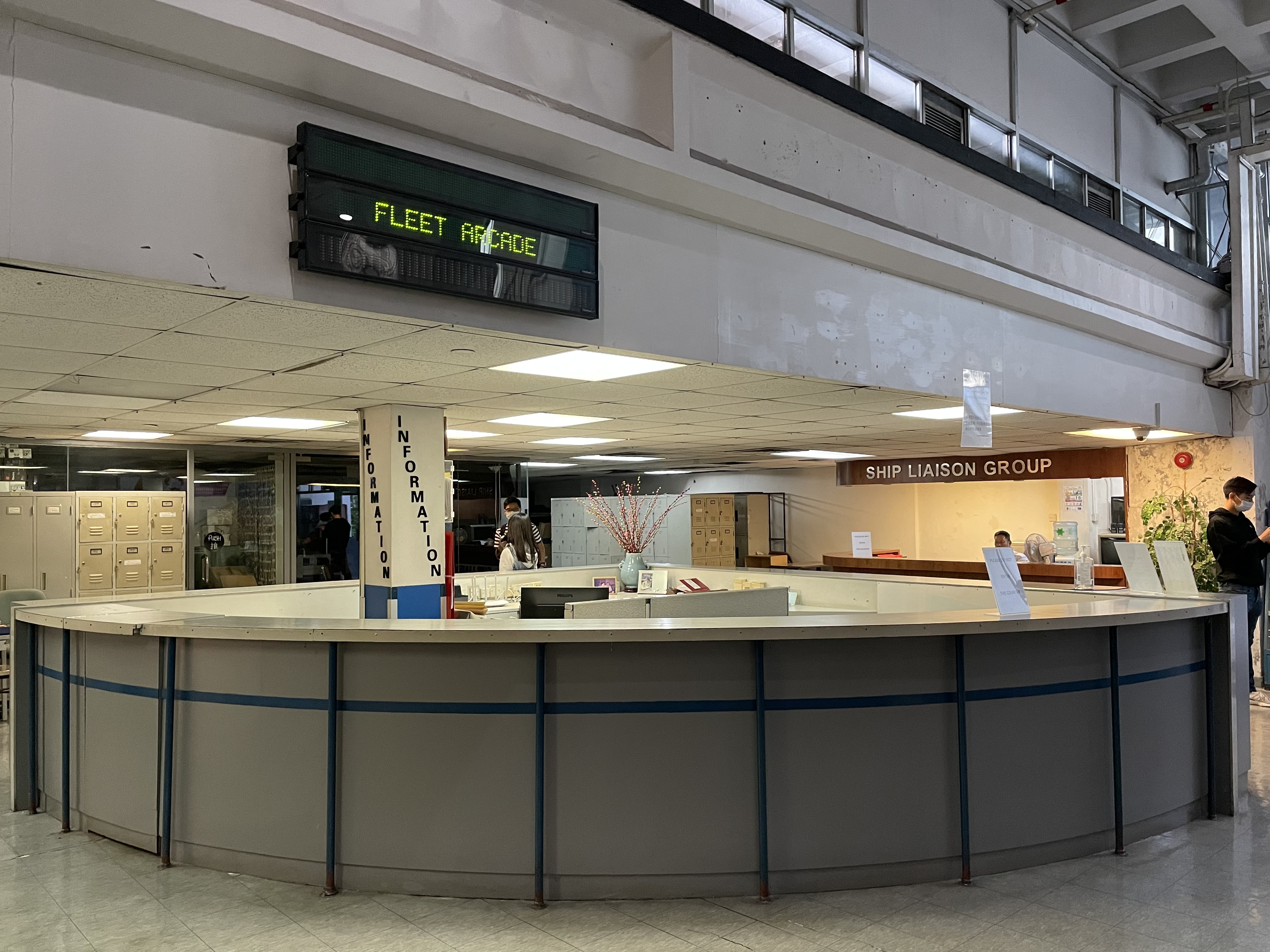
資訊站
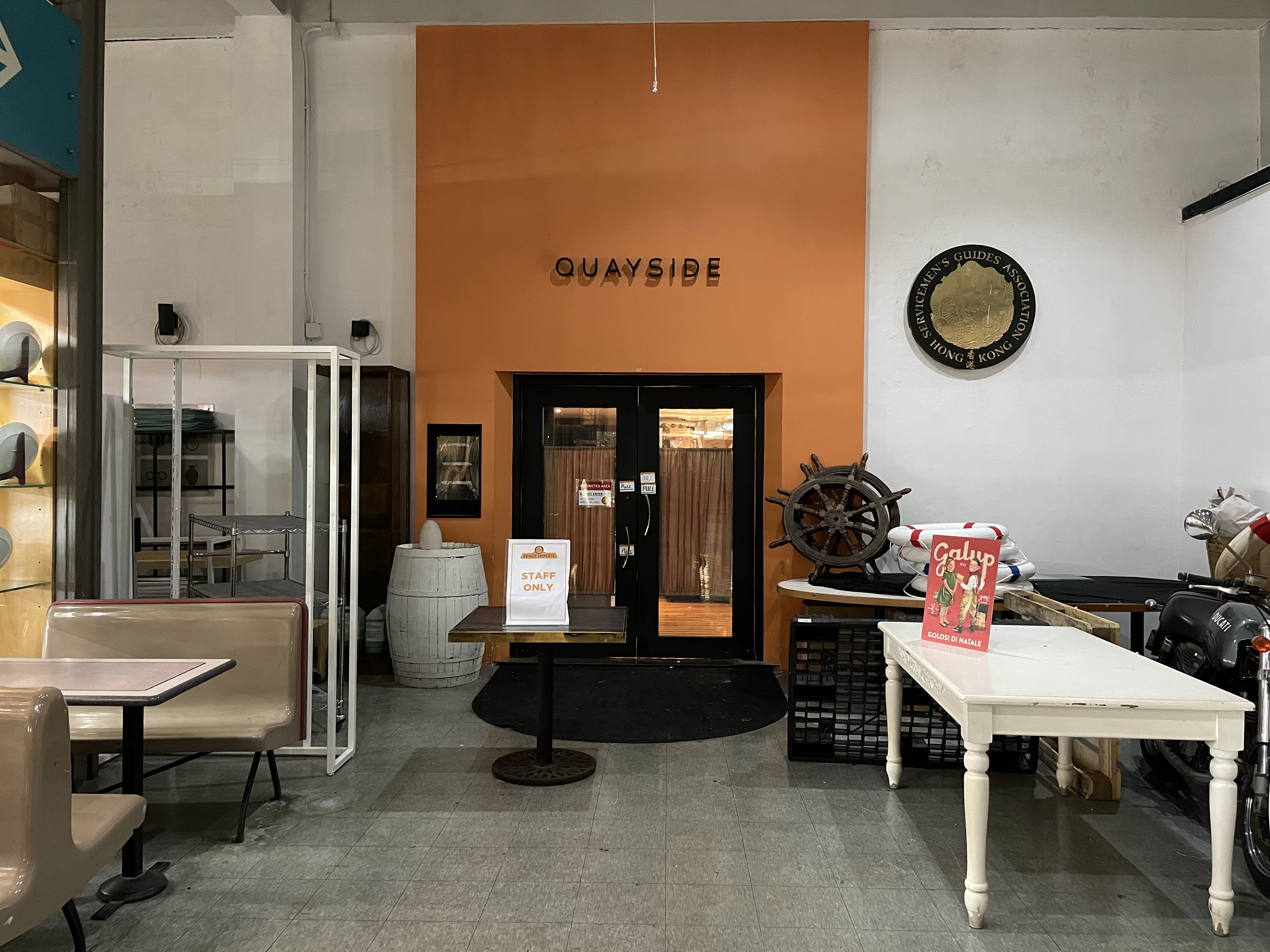
地下 Quayside
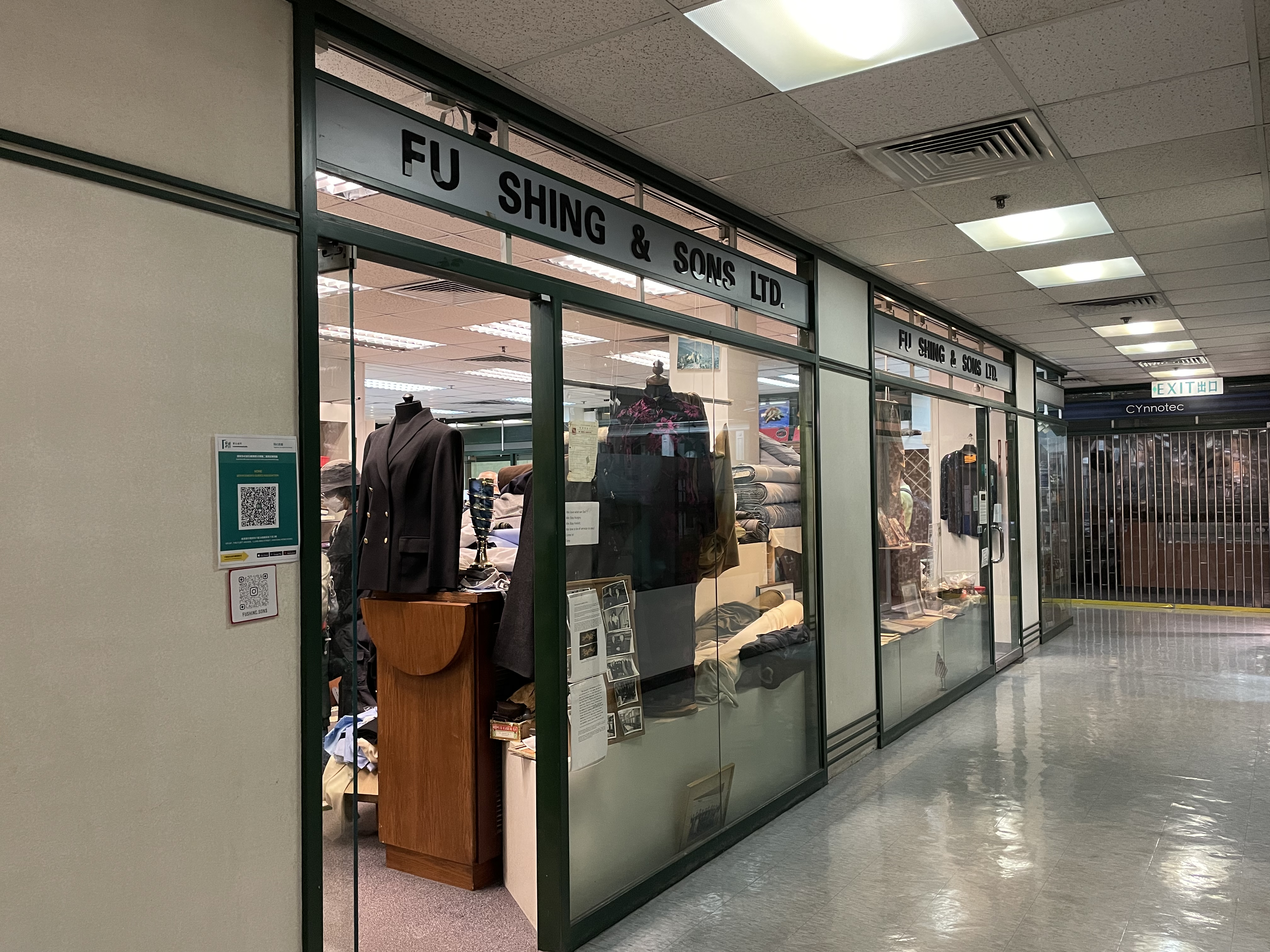
2樓福興父子有限公司 （收檔後遷往中環通濟大廈）

## 重建及拆卸
早於2008年，特區政府已經打算拆卸分域碼頭，原址改作公園，而碼頭將不會重建。《中環及灣仔填海計劃》灣仔發展計劃第2期開始後，碼頭被陸地包圍，終於2013年停用並拆卸分域碼頭的梯台。軍人輔導會於2012年向政府提出重建計劃，並於2014年向城規會申請改變分域碼頭的土地用途，由「休憩用地及道路」改為「商業、文化、機構及康樂用途」以配合未來灣仔北的海濱發展。於2016年得到城市規劃委員會批准，當時軍人輔導會預留了2500萬美元（約1.95億港元）用作改建及補地價。2020年1月，《南華早報》報道政府突然決定府終止分域碼頭的租約，連同香港軍人輔導會於兩年內遷出。騰出空間留予原本會議展覽中心附近的港灣消防局於此處安置，而港灣道的消防局位置則改作配合會議中心的展覽、辦公室及酒店用途。
軍人輔導會總幹事郝泰德（Theodore Algire）表示，明白本港土地稀缺，故提出新方案希望新分域碼頭與消防局並存，但被政府拒絕。他又指，2014年「佔中」後訪港海軍的確大減，2015至2020每年亦僅有個位數船隻約數千名水手到訪，但相信未來訪港水兵會回升，而且政府2016年同意重建時，到訪量也極低，故不認為使用量低是不獲續約的理由。軍人輔導會董事成員王黃就卿亦強調分域碼頭是灣仔的重要地標，「不是一般的碼頭，具有代表性」，是香港人的集體回憶和印證着香港歷史。政府則認為沒有足夠政策理據，將土地繼續長期撥予軍人輔導會使用。當中考慮到近年對軍人輔導會服務的需求已大不如前，原因之一是不少到港海軍選擇在中環以外上岸。
對於分域碼頭拆卸的消息，各界均有不同意見：香港掌故鄭寶鴻指出分域碼頭擁有悠久歷史，經歷過由莊士敦道移師到告士打道，最後到今日鄰近金鐘的位置；國際關係學者沈旭暉表示碼頭在香港已經背負有「美國海軍基地」的形象，在外交圈子可能被解讀為抹去香港的殖民地歷史和美國在城市裏存在的象徵；中國全國政協香港區委員兼全國港澳研究會副會長劉兆佳就認為政府的決定是基於辦公室及其他用途的土地供應緊絀，拿走殖民地政府所授予的土地並沒有錯，而且土地沒有得到充分利用，再者並不是每個人都喜歡它的歷史。

## 鄰近
- 香港藝術中心
- 會展站
- 香港演藝學院
- 分域碼頭街

## 外部連結
- 分域碼頭 Fenwick Pier的Facebook專頁
- 分域碼頭網站（页面存档备份，存于）
- 凱卓發展：分域碼頭項目（页面存档备份，存于）（英文）- 原定於2017年第4季落成之計劃
- Welcome to Hong Kong - Servicemen's Guides（页面存档备份，存于）（英文）- 1959年軍人輔導會小冊子地圖